# Teddy Sadaoui

a Compétitions nationales et continentales officielles uniquement.

b Matchs officiels uniquement.
Teddy Sadaoui, né le 18 avril 1983 à Carcassonne en France, est un joueur français de rugby à XIII qui évolue à Carcassonne. Il mesure 1,90 m. Il joue au poste de centre ou de deuxième ligne.
Après des débuts en club avec Carcassonne, Teddy Sadaoui participe à l'aventure de la création des Dragons Catalans, franchise française intégrant la Super League, en jouant parallèlement à l'Union Treiziste Catalane dans le Championnat de France. En 2007, il revient finalement à Carcassonne et ajoute des trophées à son palmarès tels que le Championnat de France en 2012 et trois Coupes de France en 2009, 2012 et 2017.
Ses performances l'amènent à côtoyer l'équipe de France (30 sélections comptabilisées en 2011) et il prend notamment part à la Coupe du monde 2008 en Australie.

## Distinctions personnelles
- 2010 : Participation à la coupe d'Europe des nations de rugby à XIII avec l'équipe de France.
- 2009 : Participation au tournoi des Quatre Nations avec l'équipe de France.

## Palmarès
- Collectif :
  - Vainqueur de la Coupe d'Europe des nations : 2005 (France).
  - Vainqueur du Championnat de France : 2012 (Carcassonne).
  - Vainqueur de la Coupe de France : 2009, 2012, 2017 et 2019[3] (Carcassonne).
  - Finaliste du Championnat de France : 2015, 2016 et 2019[4] (Carcassonne).
  - Finaliste de la Coupe de France : 2014 (Carcassonne).